# Greta esula
Greta esula är en fjärilsart som beskrevs av William Chapman Hewitson 1855. Greta esula ingår i släktet Greta och familjen praktfjärilar. Inga underarter finns listade i Catalogue of Life.

## Bildgalleri

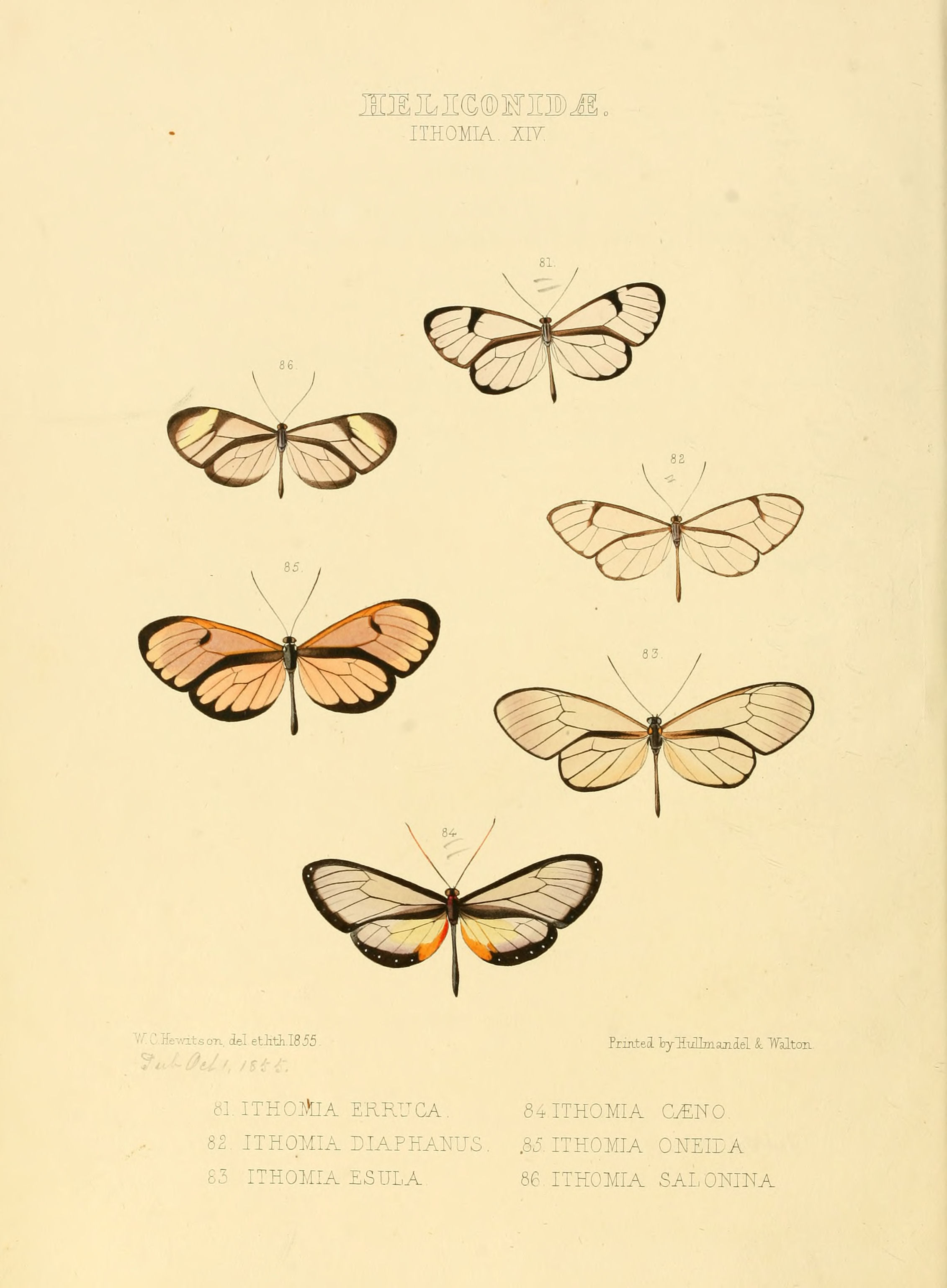